# Operazione Scilla
L'operazione Scilla fu un episodio minore della battaglia del Mediterraneo della seconda guerra mondiale, svoltosi il 17 luglio 1943 nelle acque dello stretto di Messina.
L'incrociatore Scipione Africano della Regia Marina italiana, in viaggio di trasferimento da La Spezia a Taranto, fu attaccato da una flottiglia di motosiluranti della Royal Navy britannica durante il suo passaggio attraverso lo stretto; facendo buon uso degli impianti radar imbarcati, lo Scipione riuscì a respingere l'attacco senza subire alcun danno.
Lo scontro è ricordato come l'unica occasione in cui la Regia Marina fece proficuamente uso in combattimento di un impianto radar navale di progettazione nazionale.

## Antefatti
Lo sbarco delle forze degli Alleato in Sicilia il 9 luglio 1943 (Operazione Husky) e lo strapotere aeronavale messo in campo dagli anglo-statunitensi nelle acque dell'isola fecero ben presto temere all'alto comando della Regia Marina (Supermarina) un prossimo blocco della navigazione attraverso lo stretto di Messina, che avrebbe fondamentalmente troncato in due blocchi distinti le unità italiane, con la flotta dislocata nel mar Tirreno impossibilitata ad appoggiare quella di base nel mar Ionio e nel mare Adriatico. Prima che questa eventualità si realizzasse, il comando italiano decise di rafforzare lo schieramento nello Ionio trasferendovi il nuovo incrociatore leggero Scipione Africano, varato il 12 gennaio 1941 ed entrato in servizio il 23 aprile 1943.
Sotto il nome in codice di "operazione Scilla", lo Scipione partì da La Spezia alle 6:30 del 15 luglio 1943 al comando del capitano di vascello Ernesto De Pellegrini Dai Coi; l'incrociatore era dotato dell'impianto radar EC3/ter «Gufo» di produzione italiana, prima apparecchiatura di tale tipo a vedere un impiego operativo reale. Lo Scipione fece rotta per Taranto, ma deviò per Napoli dove fu costretto a fermarsi perché scoperto in precedenza da aerei da ricognizione alleati; la nave salpò poi alle 18:15 del 16 luglio dirigendo sullo stretto di Messina.

## La battaglia

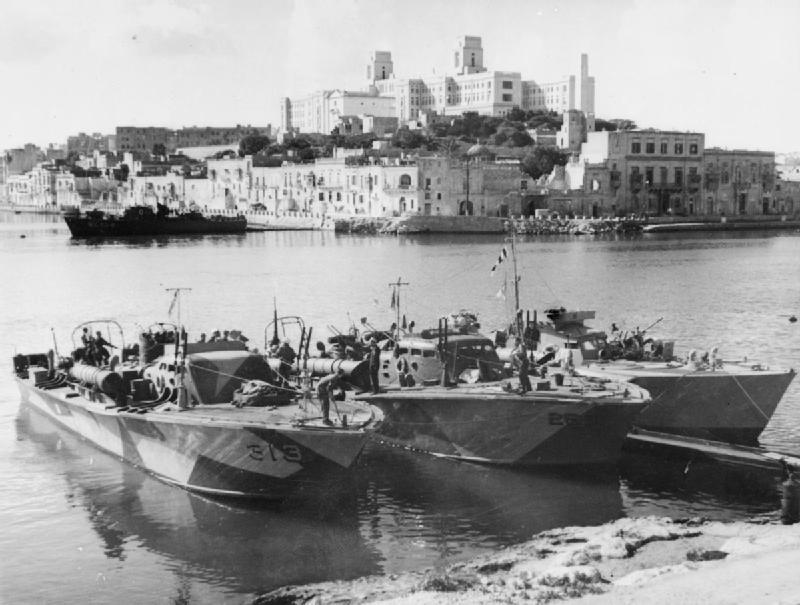
Motosiluranti britanniche alla fonda nel porto di Malta; le unità a sinistra e al centro sono rispettivamente la MTB 313 e la MTB 260, entrambe presenti allo scontro del 17 luglio 1943

L'incrociatore italiano, entrato nello stretto di Messina alle 02:00 circa del 17 luglio, avvistò quasi subito, davanti alla costa calabra compresa tra Reggio Calabria e capo Pellaro, quattro motosiluranti britanniche del tipo Elco (le MTB 260, 313, 315 e 316), appartenenti alla 10th Flotilla del tenente di vascello Dennis Jermain; queste, salpate da Augusta, si trovavano in missione di pattugliamento nella parte meridionale dello stretto di Messina e, appena avvistato l'incrociatore italiano, lo attaccarono con decisione.
Lo scontro a fuoco fu breve e intenso: grazie alla presenza del radar EC3/ter «Gufo», lo Scipione rilevò per tempo le motosiluranti britanniche e l'equipaggio si apprestò alla difesa. Le motosiluranti britanniche attaccarono suddividendosi in due gruppi, con la MTB 315 e la MTB 316 provenienti da est per attaccare sulla sinistra l'incrociatore che procedeva verso sud, mentre la MTB 260 e la MTB 313 manovravano per attaccarlo sulla dritta. L'incrociatore aprì il fuoco sulla sezione di sinistra con le artiglierie principali da 135 mm e con i complessi singoli e binati da 37 e da 20 mm colpendo la MTB 316 che saltò in aria mentre la MTB 315 riuscì a mettersi in posizione per lanciare i suoi siluri. Anche le motosiluranti che attaccarono l'incrociatore a dritta riuscirono a portarsi in buona posizione e lanciarono i loro siluri: tutti gli ordigni in arrivo furono schivati, anche se uno della MTB 260 sembrò aver colpito l'incrociatore di poppa a dritta poiché lo Scipione diede l'impressione di essersi fermato per un breve momento prima di riprendere la sua corsa a forte velocità verso sud..
Nell'azione, da parte italiana fu rivendicato l'affondamento di tre motosiluranti: una per esplosione, una per incendio e l'altra per affondamento senza incendio. In seguito all'esplosione di una delle MTB, materiale appartenente ai suoi macchinari e pezzi di fasciame venne sollevato in aria e ricadde sulla coperta dello Scipione, che manovrava a tutta forza per allontanarsi dalla zona dell'attacco con rotta 200° e velocità 36 nodi. Da parte alleata si dichiarò che solo la MTB 316 (comandata dal tenente di vascello R.B. Adams) era stata persa per esplosione assieme a tutto il suo equipaggio (11 uomini), mentre la MTB 260 (tenente di vascello H.F. Wadds) e la MTB 313 (tenente di vascello A.D. Foster) riportarono soltanto danni superficiali oltre a un ufficiale morto e uno ferito. Il materiale recuperato sullo Scipione fu identificato come appartenente alla MTB 305, che però, secondo le fonti ufficiali britanniche, non aveva partecipato all'azione.
Le batterie di artiglieria costiera italiane su entrambi i lati dello stretto aprirono il fuoco sullo Scipione, inquadrandolo, prima che esso per due volte lanciasse i segnali di riconoscimento; schegge d'artiglieria raggiunsero l'incrociatore ferendo due marinai. La MTB 315 inseguì l'incrociatore per un breve tratto attorno a Capo dell'Armi, ma notando che imbarcava acqua a poppa si fermò e raggiunse alle 02:50 la sua posizione originaria.

## Conseguenze
Senza incontrare altre unità nemiche, l'incrociatore raggiunse Taranto alle 09:46 di quello stesso 17 luglio; il comandante e l'equipaggio dello Scipione Africano ricevettero l'elogio dell'ammiraglio Carlo Bergamini, comandante delle Forze Navali da Battaglia, nell'Ordine del Giorno nº 11 del 18 luglio 1943.
Successivamente tra il 4 ed il 17 agosto lo Scipione svolse alcune missioni di posa di mine nel Golfo di Taranto e al largo della Calabria, sfidando gli aerei e le navi alleate che tentavano di impedire l'evacuazione via mare delle forze italo-tedesche dalla Sicilia. Nei giorni dell'armistizio dell'Italia e degli eventi dell'operazione Achse, l'incrociatore divenne celebre per aver fatto da scorta alla corvetta Baionetta, su cui avevano trovato rifugio il re Vittorio Emanuele III di Savoia e il capo del governo maresciallo Pietro Badoglio, fuggiti da Roma e diretti a Brindisi.